# Écurcey
Écurcey is een gemeente in het Franse departement Doubs (regio Bourgogne-Franche-Comté) en telt 287 inwoners (1999). De plaats maakt deel uit van het arrondissement Montbéliard.

## Geografie
De oppervlakte van Écurcey bedraagt 7,4 km², de bevolkingsdichtheid is 38,8 inwoners per km².

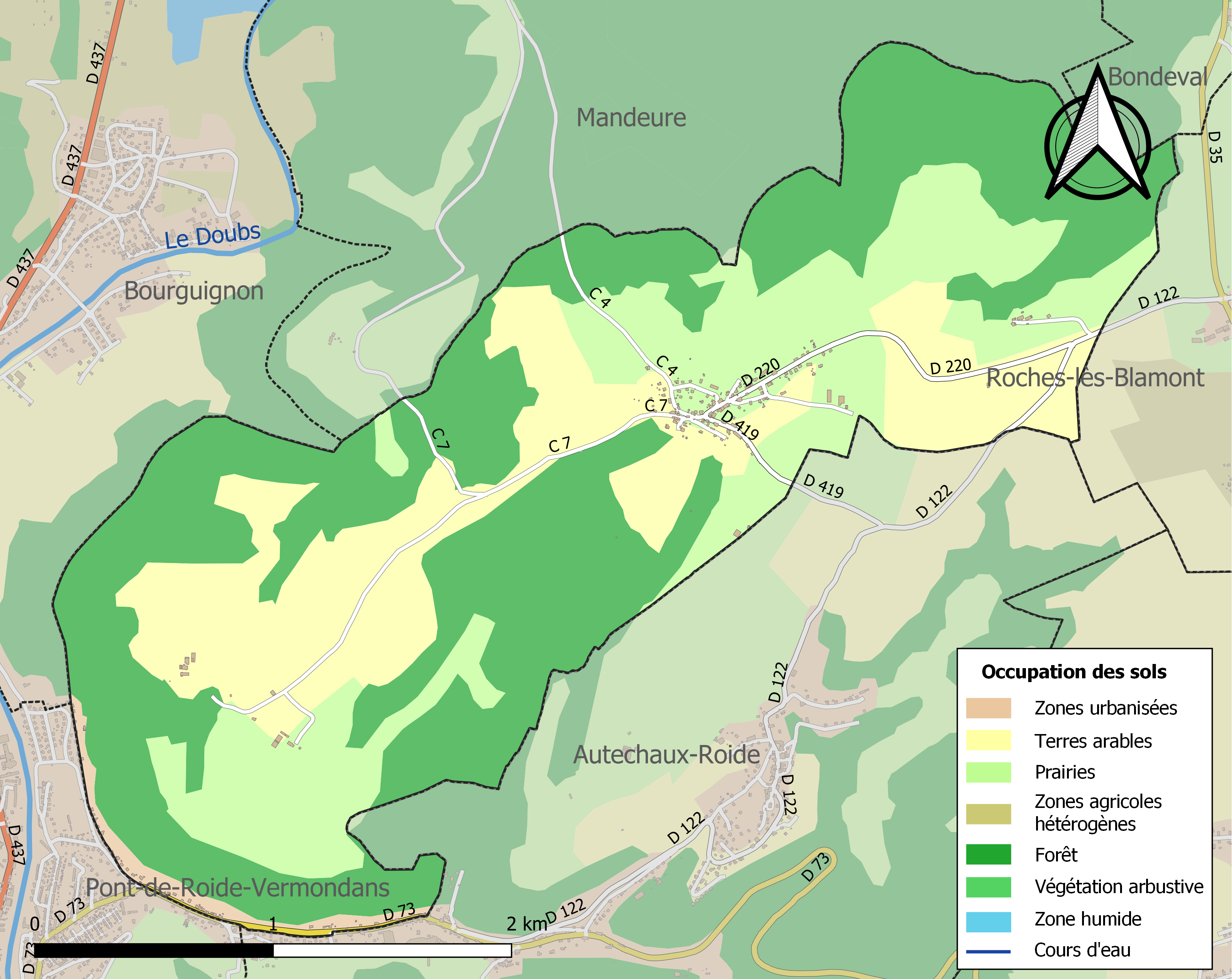
Kaart van de gemeente met de belangrijkste infrastructuur, bodemgebruik en omliggende gemeenten

## Demografie
Onderstaande figuur toont het verloop van het inwonertal (bron: INSEE-tellingen).